# Fluffer

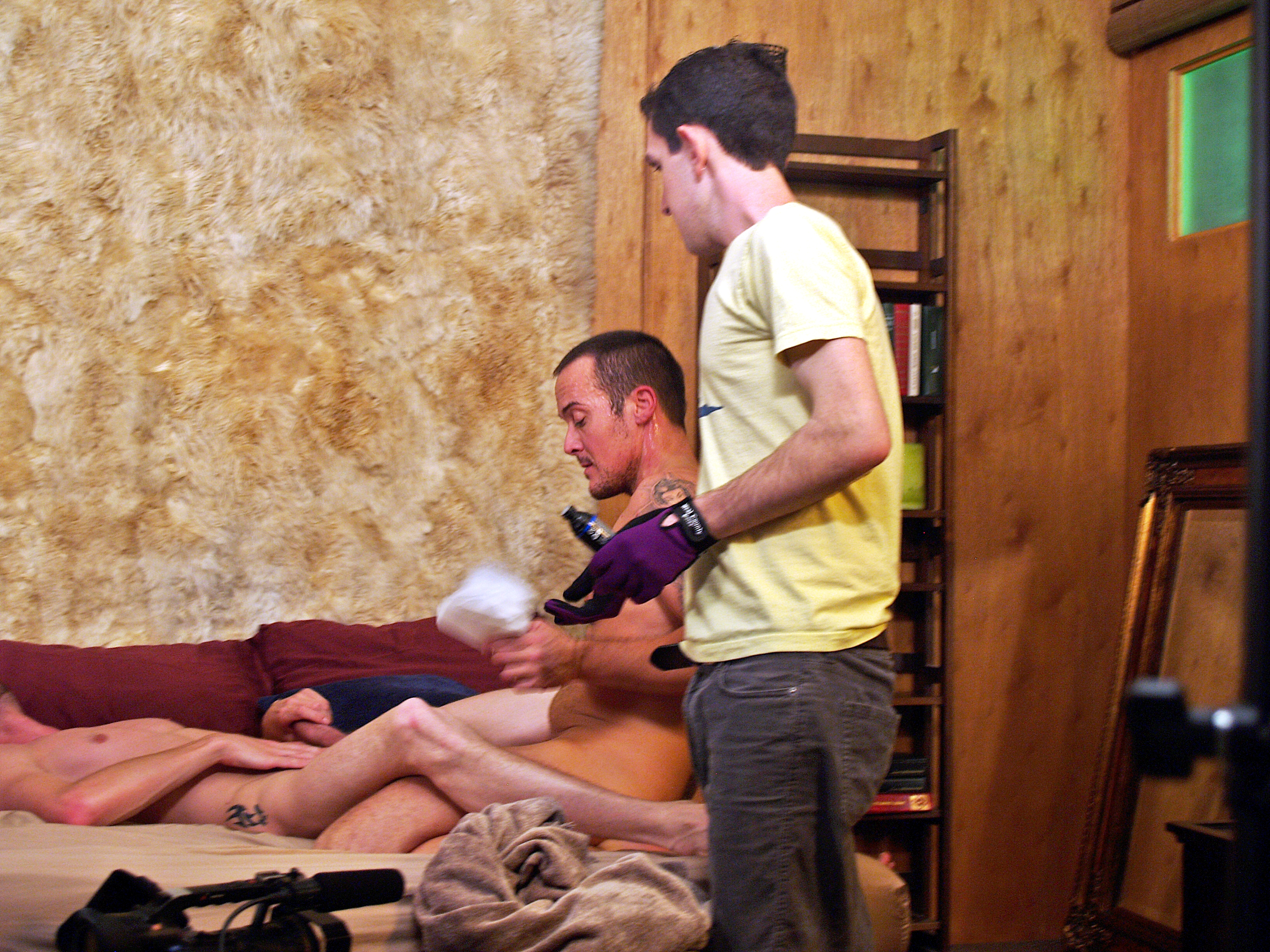
Un fluffer sul set

Il fluffer è una figura professionale impiegata nella realizzazione di film pornografici; il suo ruolo è quello di stimolare e mantenere alta l'eccitazione sessuale degli attori.
Negli ultimi decenni questo mestiere è caduto in disuso, poiché a differenza degli anni settanta e ottanta in cui le riprese erano realizzate su celluloide, lo staff necessita di meno tempo per la preparazione delle scene. Per la stessa funzione oggi vengono inoltre utilizzati medicinali che combattono la disfunzione erettile come il Viagra.
I dubbi sulla reale esistenza di questa posizione lavorativa sono sfatati dalle interviste delle pornostar che, invece, dichiarano esistano tutt'oggi per le scene di sesso di gruppo.
Il film indipendente The Fluffer del 2001 ha come protagonista un ragazzo che, guardando un film porno, si innamora dell'attore protagonista e riesce a farsi assumere come fluffer. Nel film compaiono in vari cammei molti volti noti dell'industria pornografica.